# Hanau Hornets
Gli Hanau Hornets sono una squadra di football americano di Hanau, in Germania, fondata nel 1999 sulle ceneri dei disciolti Hanau Hawks, dei quali rilevarono la licenza per la Bundesliga.

## Dettaglio stagioni

### Tornei nazionali

#### Campionato

##### Bundesliga/GFL
| Stagione | regular season | regular season | regular season | regular season | regular season | regular season | playoff | playoff | playoff | playoff | playoff | playoff    | playoff         |
|          | Vin            | Par            | Per            | Tot            | PF             | PS             | Vin     | Per     | Tot     | PF      | PS      | risultato  | avversaria      |
| -------- | -------------- | -------------- | -------------- | -------------- | -------------- | -------------- | ------- | ------- | ------- | ------- | ------- | ---------- | --------------- |
| 1999     | 0              | 0              | 12             | 12             | 88             | 687            | 0       | 2       | 2       | 2       | 78      | Retrocessi | Franken Knights |
| Totale   | 0              | 0              | 12             | 12             | 88             | 687            | 0       | 2       | 2       | 2       | 78      |            |                 |

Fonti: Enciclopedia del Football - A cura di Roberto Mezzetti

##### 2. Bundesliga/GFL2
| Stagione | regular season | regular season | regular season | regular season | regular season | regular season | playoff | playoff | playoff | playoff | playoff | playoff   | playoff    |
|          | Vin            | Par            | Per            | Tot            | PF             | PS             | Vin     | Per     | Tot     | PF      | PS      | risultato | avversaria |
| -------- | -------------- | -------------- | -------------- | -------------- | -------------- | -------------- | ------- | ------- | ------- | ------- | ------- | --------- | ---------- |
| 2000     | 0              | 0              | 14             | 14             | 0              | 280            | -       | -       | -       | -       | -       | -         | -          |
| 2003     | 4              | 1              | 7              | 12             | 190            | 334            | -       | -       | -       | -       | -       | -         | -          |
| 2004     | 4              | 0              | 8              | 12             | 214            | 302            | -       | -       | -       | -       | -       | -         | -          |
| 2005     | 3              | 0              | 11             | 14             | 302            | 433            | -       | -       | -       | -       | -       | -         | -          |
| 2006     | 4              | 0              | 10             | 14             | 204            | 429            | -       | -       | -       | -       | -       | -         | -          |
| 2007     | 1              | 0              | 13             | 14             | 180            | 433            | -       | -       | -       | -       | -       | -         | -          |
| 2010     | 3              | 0              | 11             | 14             | 174            | 401            | -       | -       | -       | -       | -       | -         | -          |
| Totale   | 19             | 1              | 74             | 90             | 1264           | 2612           | -       | -       | -       | -       | -       |           |            |

Fonti: Enciclopedia del Football - A cura di Roberto Mezzetti

##### Regionalliga
| Stagione | regular season | regular season | regular season | regular season | regular season | regular season | playoff | playoff | playoff | playoff | playoff | playoff   | playoff                |
|          | Vin            | Par            | Per            | Tot            | PF             | PS             | Vin     | Per     | Tot     | PF      | PS      | risultato | avversaria             |
| -------- | -------------- | -------------- | -------------- | -------------- | -------------- | -------------- | ------- | ------- | ------- | ------- | ------- | --------- | ---------------------- |
| 2002     | 10             | 0              | 0              | 10             | 403            | 127            | 2       | 0       | 2       | 61      | 23      | Promossi  | Deggendorf Black Hawks |
| 2008     | 2              | 0              | 10             | 12             | 78             | 372            | -       | -       | -       | -       | -       | -         | -                      |
| 2009     | 9              | 0              | 1              | 10             | 241            | 89             | 2       | 0       | 2       | 17      | 8       | Promossi  | Allgäu Comets          |
| 2011     | 1              | 0              | 9              | 10             | 156            | 325            | -       | -       | -       | -       | -       | -         | -                      |
| Totale   | 22             | 0              | 20             | 42             | 878            | 913            | 4       | 0       | 4       | 78      | 31      |           |                        |

Fonti: Enciclopedia del Football - A cura di Roberto Mezzetti

##### Oberliga
| Stagione | regular season | regular season | regular season | regular season | regular season | regular season | playoff | playoff | playoff | playoff | playoff | playoff   | playoff        |
|          | Vin            | Par            | Per            | Tot            | PF             | PS             | Vin     | Per     | Tot     | PF      | PS      | risultato | avversaria     |
| -------- | -------------- | -------------- | -------------- | -------------- | -------------- | -------------- | ------- | ------- | ------- | ------- | ------- | --------- | -------------- |
| 2001     | 10             | 0              | 0              | 10             | 340            | 63             | 1       | 0       | 1       | 26      | 9       | Campioni  | Jena Hanfrieds |
| 2012     | 1              | 0              | 7              | 8              | 88             | 150            | -       | -       | -       | -       | -       | -         | -              |
| 2013     | 5              | 0              | 7              | 12             | 173            | 259            | -       | -       | -       | -       | -       | -         | -              |
| 2014     | 2              | 0              | 8              | 10             | 194            | 261            | -       | -       | -       | -       | -       | -         | -              |
| 2017     | 6              | 0              | 3              | 9              | 177            | 110            | -       | -       | -       | -       | -       | -         | -              |
| 2018     | 5              | 0              | 3              | 8              | 191            | 101            | -       | -       | -       | -       | -       | -         | -              |
| 2019     | 1              | 1              | 6              | 8              | 46             | 170            | -       | -       | -       | -       | -       | -         | -              |
| Totale   | 30             | 1              | 34             | 65             | 1343           | 1104           | 1       | 0       | 1       | 26      | 9       |           |                |

Fonti: Enciclopedia del Football - A cura di Roberto Mezzetti

##### Landesliga
| Stagione | regular season | regular season | regular season | regular season | regular season | regular season | playoff | playoff | playoff | playoff | playoff | playoff   | playoff    |
|          | Vin            | Par            | Per            | Tot            | PF             | PS             | Vin     | Per     | Tot     | PF      | PS      | risultato | avversaria |
| -------- | -------------- | -------------- | -------------- | -------------- | -------------- | -------------- | ------- | ------- | ------- | ------- | ------- | --------- | ---------- |
| 2015     | 6              | 0              | 4              | 10             | 183            | 171            | -       | -       | -       | -       | -       | -         | -          |
| 2016     | 9              | 0              | 1              | 10             | 314            | 62             | -       | -       | -       | -       | -       | -         | -          |
| Totale   | 15             | 0              | 5              | 20             | 497            | 233            | -       | -       | -       | -       | -       |           |            |

Fonti: Enciclopedia del Football - A cura di Roberto Mezzetti